# Milaan-San Remo 1909
Milaan-San Remo 1909 is een wielerwedstrijd die op 4 april 1909 werd gereden in Italië.
In 1909 werd Luigi Ganna overwinnaar van Milaan-San Remo. Op de gevreesde Passo del Turchino had Ganna al zijn tegenstrevers losgereden. Hij werd daarna door Émile Georget en Giovanni Cuniolo opnieuw bijgehaald en voorbij gereden. Maar op zijn beurt wist hij zich terug te vervoegen. Hij ging dan zo verwoed tekeer dat zijn tegenstrevers hem moesten lossen. Met een voorsprong van 9 minuten op Émile Georget kwam hij over de meet. Verder was Cuniolo derde en Cyrille Van Hauwaert vierde, als vijfde eindigde Giovanni Gerbi.

## Deelnemersveld
Er kwamen 104 wielrenners aan de start, waarvan er 57 de finish bereikten.
| Deelnemende teams | Deelnemende teams |
| ----------------- | ----------------- |
| Alcyon-Dunlop     | Labor-Chauvia     |
| Atala-Dunlop      | Legnano           |
| Bianchi-Dunlop    | Peugeot-Wolber    |
| Fiat              | Rudge-Whitworth   |
| Griffon-Wolber    | Stucchi-Pirelli   |
| Hudson-Pirelli    |                   |

## Uitslag
| Milaan-San Remo 1909 |                      |                 |           |
| Plaats               | Naam                 | Ploeg           | tijd      |
| Winnaar              | Luigi Ganna          | Atala-Dunlop    | 9u32'00"  |
| 2                    | Émile Georget        | Alcyon-Dunlop   | +3'00"    |
| 3                    | Giovanni Cuniolo     | Rudge-Whitworth | +18'00"   |
| 4                    | Cyrille Van Hauwaert | Alcyon-Dunlop   | z.t.      |
| 5                    | Giovanni Gerbi       | Bianchi-Dunlop  | +21'00"   |
| 6                    | François Faber       | Alcyon-Dunlop   | +22'00"   |
| 7                    | Carlo Galetti        | Rudge-Whitworth | +26'00"   |
| 8                    | Vincenzo Borgarello  | Peugeot-Wolber  | +30'00"   |
| 9                    | Omer Beaugendre      | Alcyon-Dunlop   | +38'30"   |
| 10                   | Mario Pesce          | Peugeot-Wolber  | +43'30"   |
| 11                   | Georges Lorgeou      | individueel     | +53'32"   |
| 12                   | Maurice Decaup       | Stucchi-Pirelli | +53'34"   |
| 13                   | Andre Pottier        | Stucchi-Pirelli | +53'36"   |
| 14                   | Paul Duboc           | Alcyon-Dunlop   | +53'40"   |
| 15                   | Vincenzo Cravotto    | individueel     | +53'45"   |
| 16                   | Luigi Chiodi         | Atala-Dunlop    | +54'00"   |
| 17                   | Luigi Azzini         | Labor-Chauvia   | +1u02'00" |
| 18                   | Giovanni Rossignoli  | Bianchi-Dunlop  | +1u02'10" |
| 19                   | Giuseppe Salvoni     | individueel     | +1u06'00" |
| 20                   | Georges Passerieu    | Griffon-Wolber  | +1u07'00" |

1907 · 1908 · 1909 · 1910 · 1911 · 1912 · 1913 · 1914 · 1915 · 1916 · 1917 · 1918 · 1919 · 1920 · 1921 · 1922 · 1923 · 1924 · 1925 · 1926 · 1927 · 1928 · 1929 · 1930 · 1931 · 1932 · 1933 · 1934 · 1935 · 1936 · 1937 · 1938 · 1939 · 1940 · 1941 · 1942 · 1943 · 1944 · 1945 · 1946 · 1947 · 1948 · 1949 · 1950 · 1951 · 1952 · 1953 · 1954 · 1955 · 1956 · 1957 · 1958 · 1959 · 1960 · 1961 · 1962 · 1963 · 1964 · 1965 · 1966 · 1967 · 1968 · 1969 · 1970 · 1971 · 1972 · 1973 · 1974 · 1975 · 1976 · 1977 · 1978 · 1979 · 1980 · 1981 · 1982 · 1983 · 1984 · 1985 · 1986 · 1987 · 1988 · 1989 · 1990 · 1991 · 1992 · 1993 · 1994 · 1995 · 1996 · 1997 · 1998 · 1999 · 2000 · 2001 · 2002 · 2003 · 2004 · 2005 · 2006 · 2007 · 2008 · 2009 · 2010 · 2011 · 2012 · 2013 · 2014 · 2015 · 2016 · 2017 · 2018 · 2019 · 2020 · 2021 · 2022 · 2023 · 2024 · 2025
Lijst van beklimmingen